# 小川清史
小川 清史（おがわ きよし、1960年〈昭和35年〉 - ）は、日本の陸上自衛官。第36代西部方面総監。最終階級は陸将。

## 経歴
防衛大学校土木工学専攻卒業（第26期）。陸上自衛隊幹部学校指揮幕僚課程修了（第36期）。米国陸軍指揮幕僚大学留学。
第8普通科連隊長兼米子駐屯地司令、自衛隊東京地方協力本部長、陸上幕僚監部装備部長、第6師団長、陸上自衛隊幹部学校長、西部方面総監を歴任した。

## 著作
- 『陸・海・空 軍人によるウクライナ侵攻分析 日本の未来のために必要なこと』（2022年、ワニブックス）
- 『陸・海・空 究極のブリーフィング - 宇露戦争、台湾、ウサデン、防衛費、安全保障の行方』（2022年、ワニブックス）
- 『組織・チーム・ビジネスを勝ちに導く「作戦術」思考』（2023年、ワニブックス）